# Namakwanus streyi
Namakwanus streyi är en skalbaggsart som beskrevs av Frolov 2005. Namakwanus streyi ingår i släktet Namakwanus och familjen bladhorningar. Inga underarter finns listade i Catalogue of Life.